# Unser Lehrer Doktor Specht/Episodenliste
Diese Episodenliste enthält alle Episoden der deutschen Fernsehserie Unser Lehrer Doktor Specht. Die Fernsehserie umfasst 5 Staffeln und insgesamt 70 Episoden. Zu Beginn der 4. Staffel sendete das ZDF am 23. Dezember 1995 ein 23-minütiges Weihnachtsspecial im Rahmen Das größte Fest des Jahres – Weihnachten bei unseren Fernsehfamilien.

## Übersicht
| Staffel | Einsatzort                                  | Drehort                             | Episodenanzahl | Erstausstrahlung | Erstausstrahlung |
| Staffel | Einsatzort                                  | Drehort                             | Episodenanzahl | Staffelpremiere  | Staffelfinale    |
| ------- | ------------------------------------------- | ----------------------------------- | -------------- | ---------------- | ---------------- |
| 1       | „Wilhelm-Busch-Gymnasium“, Celle            | Kaiserin-Auguste-Viktoria-Gymnasium | 15             | 5. Jan. 1992     | 31. März 1992    |
| 2       | „Johann-Gottlieb-Fichte-Gymnasium“, Potsdam | Bertha-von-Suttner-Gymnasium        | 13             | 5. Jan. 1993     | 31. März 1993    |
| 3       | „Luisen-Gymnasium Krähenwerder“, Berlin     | Schulfarm Insel Scharfenberg        | 16             | 7. Feb. 1995     | 23. Mai 1995     |
| 4       | „Erich-Kästner-Gymnasium“, Berlin           | Französisches Gymnasium             | 13             | 1. Okt. 1996     | 23. Dez. 1996    |
| 5       | „Spitzweg-Gymnasium“, Traunreut             | Schule Schloss Stein                | 13             | 5. Jan. 1999     | 6. Apr. 1999     |

## Staffel 1
| Nr. (ges.) | Nr. (St.) | Originaltitel               | Erstausstrahlung (ZDF) | Regie         | Drehbuch     | NR DVD |
| ---------- | --------- | --------------------------- | ---------------------- | ------------- | ------------ | ------ |
| 1          | 1         | Vaterfreuden – Teil 1       | 5. Jan. 1992           | Werner Masten | Kurt Bartsch | 0      |
| 2          | 2         | Vaterfreuden – Teil 2       | 5. Jan. 1992           | Werner Masten | Kurt Bartsch | 0      |
| 3          | 3         | Das schwangere Mädchen      | 7. Jan. 1992           | Werner Masten | Kurt Bartsch | 1      |
| 4          | 4         | Sonntag mit Frauen          | 14. Jan. 1992          | Werner Masten | Kurt Bartsch | 2      |
| 5          | 5         | Krankheitsfälle             | 21. Jan. 1992          | Werner Masten | Kurt Bartsch | 3      |
| 6          | 6         | Guten Morgen, Herr Direktor | 28. Jan. 1992          | Werner Masten | Kurt Bartsch | 4      |
| 7          | 7         | Klassenfahrt                | 4. Feb. 1992           | Werner Masten | Kurt Bartsch | 5      |
| 8          | 8         | Das Duell                   | 11. Feb. 1992          | Werner Masten | Kurt Bartsch | 6      |
| 9          | 9         | Tierliebe                   | 18. Feb. 1992          | Werner Masten | Kurt Bartsch | 7      |
| 10         | 10        | Zwei freie Tage             | 25. Feb. 1992          | Werner Masten | Kurt Bartsch | 8      |
| 11         | 11        | Das verschwundene Mädchen   | 3. März 1992           | Werner Masten | Kurt Bartsch | 9      |
| 12         | 12        | Hier spricht die Polizei    | 10. März 1992          | Werner Masten | Kurt Bartsch | 10     |
| 13         | 13        | Der Satansbraten            | 17. März 1992          | Werner Masten | Kurt Bartsch | 11     |
| 14         | 14        | Kindergeburtstag            | 24. März 1992          | Werner Masten | Kurt Bartsch | 12     |
| 15         | 15        | Zum Abschied ein Baby       | 31. März 1992          | Werner Masten | Kurt Bartsch | 13     |

## Staffel 2
| Nr. (ges.) | Nr. (St.) | Originaltitel                | Erstausstrahlung (ZDF) | Regie         | Drehbuch     |
| ---------- | --------- | ---------------------------- | ---------------------- | ------------- | ------------ |
| 16         | 1         | Warum nicht Potsdam          | 5. Jan. 1993           | Werner Masten | Kurt Bartsch |
| 17         | 2         | Der Schulanfänger            | 12. Jan. 1993          | Werner Masten | Kurt Bartsch |
| 18         | 3         | Die neue Wohnung             | 19. Jan. 1993          | Werner Masten | Kurt Bartsch |
| 19         | 4         | Ein Kündigungsgrund          | 26. Jan. 1993          | Werner Masten | Kurt Bartsch |
| 20         | 5         | Ein paar Einbrüche           | 2. Feb. 1993           | Werner Masten | Kurt Bartsch |
| 21         | 6         | Tanzstunde                   | 9. Feb. 1993           | Werner Masten | Kurt Bartsch |
| 22         | 7         | Schule der Liebe             | 16. Feb. 1993          | Werner Masten | Kurt Bartsch |
| 23         | 8         | Der Strohwitwer              | 23. Feb. 1993          | Werner Masten | Kurt Bartsch |
| 24         | 9         | Nichts als Missverständnisse | 2. März 1993           | Werner Masten | Kurt Bartsch |
| 25         | 10        | Eine Herzensangelegenheit    | 9. März 1993           | Werner Masten | Kurt Bartsch |
| 26         | 11        | Die Ferienreise              | 16. März 1993          | Werner Masten | Kurt Bartsch |
| 27         | 12        | Die Flucht                   | 23. März 1993          | Werner Masten | Kurt Bartsch |
| 28         | 13        | Der Rücktritt                | 30. März 1993          | Werner Masten | Kurt Bartsch |

## Staffel 3
| Nr. (ges.) | Nr. (St.) | Originaltitel            | Erstausstrahlung (ZDF) | Regie         | Drehbuch     |
| ---------- | --------- | ------------------------ | ---------------------- | ------------- | ------------ |
| 29         | 1         | Insel mit Internat       | 7. Feb. 1995           | Werner Masten | Kurt Bartsch |
| 30         | 2         | Die Mutprobe             | 14. Feb. 1995          | Werner Masten | Kurt Bartsch |
| 31         | 3         | Ein Mordversuch          | 21. Feb. 1995          | Werner Masten | Kurt Bartsch |
| 32         | 4         | Eine heiße Spur          | 28. Feb. 1995          | Werner Masten | Kurt Bartsch |
| 33         | 5         | Doppelleben              | 7. März 1995           | Werner Masten | Kurt Bartsch |
| 34         | 6         | Der sterbende Schwan     | 14. März 1995          | Werner Masten | Kurt Bartsch |
| 35         | 7         | Essen beim Türken        | 21. März 1995          | Werner Masten | Kurt Bartsch |
| 36         | 8         | Freunde der alten Schule | 28. März 1995          | Werner Masten | Kurt Bartsch |
| 37         | 9         | Versteckspiel            | 4. Apr. 1995           | Werner Masten | Kurt Bartsch |
| 38         | 10        | Hausfriedensbruch        | 11. Apr. 1995          | Werner Masten | Kurt Bartsch |
| 39         | 11        | Familienehre             | 18. Apr. 1995          | Werner Masten | Kurt Bartsch |
| 40         | 12        | Wie im Kino              | 25. Apr. 1995          | Werner Masten | Kurt Bartsch |
| 41         | 13        | Jungfernfahrt            | 2. Mai 1995            | Werner Masten | Kurt Bartsch |
| 42         | 14        | Ein Schülerstreich       | 9. Mai 1995            | Werner Masten | Kurt Bartsch |
| 43         | 15        | Mäxchen                  | 16. Mai 1995           | Werner Masten | Kurt Bartsch |
| 44         | 16        | Schöne Ferien            | 23. Mai 1995           | Werner Masten | Kurt Bartsch |

Nach Ende der 3. Staffel sendete das ZDF am 23. Dezember 1995 ein 23-minütiges Weihnachtsspecial im Rahmen der Sendung Das größte Fest des Jahres – Weihnachten bei unseren Fernsehfamilien.

## Staffel 4
| Nr. (ges.) | Nr. (St.) | Originaltitel           | Erstausstrahlung (ZDF) | Regie         | Drehbuch     |
| ---------- | --------- | ----------------------- | ---------------------- | ------------- | ------------ |
| 45         | 1         | Engel der Straße        | 1. Okt. 1996           | Werner Masten | Kurt Bartsch |
| 46         | 2         | Einschulung             | 8. Okt. 1996           | Werner Masten | Kurt Bartsch |
| 47         | 3         | Sunny allein zuhaus     | 22. Okt. 1996          | Werner Masten | Kurt Bartsch |
| 48         | 4         | Katzenjammer            | 29. Okt. 1996          | Werner Masten | Kurt Bartsch |
| 49         | 5         | Die Prüfung             | 5. Nov. 1996           | Werner Masten | Kurt Bartsch |
| 50         | 6         | Die Ohrfeige            | 12. Nov. 1996          | Werner Masten | Kurt Bartsch |
| 51         | 7         | Pension Kleinholz       | 19. Nov. 1996          | Werner Masten | Kurt Bartsch |
| 52         | 8         | Schwarze Schafe         | 26. Nov. 1996          | Werner Masten | Kurt Bartsch |
| 53         | 9         | Kurzer Prozeß           | 3. Dez. 1996           | Werner Masten | Kurt Bartsch |
| 54         | 10        | Das Geständnis          | 10. Dez. 1996          | Werner Masten | Kurt Bartsch |
| 55         | 11        | Blaue Flecke            | 17. Dez. 1996          | Werner Masten | Kurt Bartsch |
| 56         | 12        | Ein verlässlicher Zeuge | 23. Dez. 1996          | Werner Masten | Kurt Bartsch |
| 57         | 13        | Das Gespenst            | 23. Dez. 1996          | Werner Masten | Kurt Bartsch |

## Staffel 5
| Nr. (ges.) | Nr. (St.) | Originaltitel  | Erstausstrahlung (ZDF) | Regie         | Drehbuch     |
| ---------- | --------- | -------------- | ---------------------- | ------------- | ------------ |
| 58         | 1         | Dorfschule     | 5. Jan. 1999           | Vera Loebner  | Kurt Bartsch |
| 59         | 2         | Bergwanderung  | 12. Jan. 1999          | Vera Loebner  | Kurt Bartsch |
| 60         | 3         | Puppenspiel    | 19. Jan. 1999          | Vera Loebner  | Kurt Bartsch |
| 61         | 4         | Scherbenhaufen | 26. Jan. 1999          | Vera Loebner  | Kurt Bartsch |
| 62         | 5         | Giftmischer    | 2. Feb. 1999           | Vera Loebner  | Kurt Bartsch |
| 63         | 6         | Die Geisel     | 9. Feb. 1999           | Vera Loebner  | Kurt Bartsch |
| 64         | 7         | Erste Hilfe    | 16. Feb. 1999          | Karin Hercher | Kurt Bartsch |
| 65         | 8         | Liebesleid     | 23. Feb. 1999          | Karin Hercher | Kurt Bartsch |
| 66         | 9         | Denkzettel     | 2. März 1999           | Karin Hercher | Kurt Bartsch |
| 67         | 10        | Der Neue       | 9. März 1999           | Karin Hercher | Kurt Bartsch |
| 68         | 11        | Vater unser    | 16. März 1999          | Karin Hercher | Kurt Bartsch |
| 69         | 12        | Wucher         | 23. März 1999          | Karin Hercher | Kurt Bartsch |
| 70         | 13        | Aussteiger     | 30. März 1999          | Karin Hercher | Kurt Bartsch |